# Dreike Bouldin
Dreike Tylor Bouldin (Houston, Texas; 8 de julio de 1980) es un exjugador de baloncesto estadounidense profesional cuya mayor parte de carrera deportiva ha transcurrido en distintos clubes de élite de España.

## Trayectoria deportiva
- 2003-05. NCAA. Fresno State.
- 2005-07. LEB 2. CB Rosalía de Castro.
- 2007-08. LEB Plata. Alimentos de Palencia.
- 2008-09. LEB Bronce. Matchmind Carrefour El Bulevar Ávila.
- 2009-10. LEB Oro. CB Sant Josep Girona.
- 2010-11. Pro B. Clermont.
- 2011-12. LEB Oro. Cáceres Patrimonio de la Humanidad.